# Liste der Monuments historiques in Saint-Rivoal
Die Liste der Monuments historiques in Saint-Rivoal führt die Monuments historiques in der französischen Gemeinde Saint-Rivoal auf.

## Liste der Bauwerke
| Bezeichnung            | Beschreibung | Standort | Kennzeichnung | Schutzstatus | Datum | Bild |
| ---------------------- | ------------ | -------- | ------------- | ------------ | ----- | ---- |
| Menhir von Roquinarc’h |              | (Lage)   | PA00090436    | Classé       | 1961  |      |

## Liste der Objekte
- Monuments historiques (Objekte) in Saint-Rivoal in der Base Palissy des französischen Kultusministeriums